# メチルシアノアクリレート
メチルシアノアクリレート(英: Methyl cyanoacrylate、MCA)は複数の官能基（メチルエステル、ニトリル、アルケン）を含む有機化合物である。その化合物は低粘度の無色の液体である。主な用途は、シアノアクリレート系接着剤の主成分である。その接着剤は、実に様々な商標で販売されている。メチルシアノアクリレートは、エチルシアノアクリレートほどには一般的には見かけない。
MCAは、アセトン、メチルエチルケトン、ニトロメタン、ジクロロメタンに溶解する。また、水分が存在すると、急速に重合反応を起こす。

## 安全性
MCAのポリマーを加熱すると、硬化していたMCA、は解重合を起こし、肺や眼に強い刺激性を示す気体状生成物を発生する。MCAの職業上の暴露限界に関して、アメリカ 国立労働安全衛生研究所(NIOSH)は、8時間労働では2ppm(8mg/m3)まで、短時間では4ppm(16mg/m3)まで、とすることを勧告している。